# Joanna Kondrat
Joanna Kondrat (ur. 14 marca 1982 w Bartoszycach) – polska wokalistka, autorka tekstów.

## Życiorys
Autorka tekstów, wokalistka. Z wykształcenia – filolog angielski i dziennikarka.
Laureatka Grand Prix konkursu Debiuty na XLIX Krajowym Festiwalu Piosenki Polskiej w Opolu. Uhonorowana nagrodą specjalną Programu Trzeciego Polskiego Radia na tym samym festiwalu.
Autorka trzech autorskich płyt: „Niebieska Płyta” (2022), „Karma” (Polskie Radio, 2016) i „Samosie” (Universal Music, 2011)
Wykonawczyni i producentka Niebieskich Koncertów i Cichych Niebieskich Koncertów (realizowanych w technologii Silent Disco) – cyklu innowacyjnych, profilaktycznych wydarzeń muzyczno-filmowych, dedykowanych walce z przemocą.
Współscenarzystka, producentka i reżyser „Niebieskiego Filmu”. W listopadzie 2017 zdobyła za to dzieło Grand Prix w kategorii produkcji profesjonalnych na VI International Film Festival „Prison Movie”. Patronat artystyczny nad projektem objęła Fundacja Krystyny Jandy na Rzecz Kultury. Patronat merytoryczny objęła Niebieska Linia IPZ.
W listopadzie 2016 r. uhonorowana została nagrodą specjalną za przekaz autorskiego utworu „Karma” na V International Film Festival „Prison Movie”. Teledysk do utworu „Karma” nagrała w lipcu 2016 roku w Zakładzie Karnym we Włocławku. Utwór ten posłużył autorom ogólnopolskiej kampanii „Bieg Na Sześć Łap” realizowanej w 35 miastach w Polsce, jako ścieżka dźwiękowa filmu promującego akcję na rzecz ochrony praw zwierząt i popularyzacji psich adopcji.
Inicjatorka akcji Niebieski Szalik – dziewiarki przeciwko przemocy, Niebieskie Ciasteczko – ciastkarki przeciwko przemocy, a także serii wydarzeń: Niebieska Ściana Przeciwko Wojnie, Niebieska Torba i Niebieska Płyta Przeciwko Wojnie. Pomysłodawczyni, producentka i wykonawczyni Niebieskiego Koncertu Przeciwko Wojnie w kwaterze głównej Adolfa Hitlera. Koncert połączony był ze zbiórką środków na zakup drona z funkcją termowizji dla 128 jednostki obrony terytorialnej Ukrainy. Zbiórka przyniosła 29507 zł.
Inicjatorka „Kołysanek Dla Ukrainy” – serii koncertów w punktach recepcyjnych dla ofiar wojny w Ukrainie. Pierwszy koncert zagrała 16.03.2021 r. w punkcie recepcyjnym dla uchodźców w COS Torwar.
Inicjatorka akcji społecznej Niebieska Torba Dla Dzieci, która przyniosła 16550 zł. oraz kilkadziesiąt par nowego obuwia przekazanych na rzecz funduszu dzieci osieroconych, zakwaterowanych w Ustroniu.
Finał akcji Niebieska Torba Dla Dzieci był jednocześnie finałem serii koncertów „Kołysanki dla Ukrainy”. Wydarzenie to miało miejsce w Ustroniu. Joanna Kondrat wykonała ten koncert z towarzyszeniem orkiestry symfonicznej „Artis Symphony Orchestra”. Koncert połączony był ze zbiórką środków na zakup obuwia dla najmłodszych ofiar wojny w Ukrainie, zakwaterowanych w Ustroniu. Przyniósł 30 tysięcy złotych wsparcia.
Zdobywczyni nagrody specjalnej w organizowanym pod auspicjami Prezydenta RP, plebiscycie Anioł Roku 2015, za wysokie założenia artystyczne.
Współtwórczyni serii webinarów „W rodzicielskim kołowrotku emocji”, w ramach których prowadziła wywiady ze specjalistami w zakresie psychologii dziecka, psychiatrii i neurologii dziecięcej. Zysk ze sprzedaży webinarów zasilił fundusz przeciwdziałania przemocy.
W latach 2010–2014 – wykonawczyni programu Chopin Powroty zainicjowanego pod dachem Filharmonii Łódzkiej. Wykonywała pieśni Fryderyka Chopina na głos i fortepian, w Polsce i za granicą. Zainicjowany w Filharmonii Łódzkiej im. Artura Rubinsteina materiał zebrał bardzo dobre opinie. Pierwszy koncert miał miejsce w lipcu 2009 w dworku chopinowskim w Szafarni. W roku 2010 twórcy zagrali ponad 40 koncertów, w Polsce i za granicą, m.in. w instytutach polskich w Luksemburgu, Brukseli.
W latach 2004–2009, reprezentowała Polskę na Międzynarodowych Spotkaniach Poetyckich.
W latach 2004–2007 odebrała główne nagrody m.in. na Studenckim Festiwalu Piosenki w Krakowie, Ogólnopolskim Studenckim Festiwalu Yapa w Łodzi, Przeglądzie Piosenki Autorskiej w Warszawie, Festiwalu Twórczości „Korowód”, na którym odebrała srebrne serce – nagrodę Estrady Polskiej w Opolu, festiwalu Bieszczadzkie Anioły.
W 2011 roku Kondrat wydała pod szyldem wytwórni Universal Music autorską płytę Samosie, wyprodukowaną przez Pawła „Bzima” Zareckiego. Na płycie wystąpili m.in. Robert Szydło, Maciej Tubis, Marcin Lamch, Krzysztof Napiórkowski i Kamil Barański. Napisała 10 z 11 tekstów na płytę, utwór Jezioro, napisał Wojciech Kass.
Singlowy utwór „Kawa” w grudniu 2012 dotarł do poczekalni Trójkowej listy przebojów.
Dostrzeżony przez krytyków muzycznych, redakcje rozgłośni radiowych, telewizyjnych, krążek, zebrał ponad 30 znakomitych recenzji i zaprezentowany został we wszystkich telewizyjnych programach poświęconych kulturze. Przyniósł też artystce nominację do Konkursu Debiutów 2012.
W roku 2013 była ambasadorką kampanii społecznej Początek w Rodzinie. Od roku 2017 jest ambasadorką działań Fundacji Hospicyjnej.
W lipcu 2015 zrealizowała w studiu S4 Polskiego Radia nagrania na płytę „Karma”. Album ukazał się 10 czerwca 2016 nakładem Agencji Muzycznej Polskiego Radia.
W nagraniach wzięli udział m.in. Maciej Tubis, Marcin Lamch, Radosław Bolewski, Marcin Majerczyk, Stanisław Soyka, Ten Typ Mes, Jerzy Sosnowski. Okładkę wykonał Rafał Olbiński. Tekst do utworu Wyprowadź mnie na światło napisał wieloletni pracownik Programu Trzeciego Polskiego Radia, pisarz, krytyk, publicysta Jerzy Sosnowski, pozostałe są dziełem piosenkarki.
Od października 2016 współpracuje z Fundacją Hospicyjną i Hospicjum Dutkiewicza w Gdańsku.
Od kwietnia 2016 do maja 2017 realizowała projekt „Kultura w więzieniu”. Wykonywała koncerty w zakładach karnych na terenie całego kraju.
Owocami współpracy z zakładami karnymi są:
- nagrany w czerwcu 2016 teledysk do utworu „Karma[58]”, w zdjęciach do którego wzięli udział skazani z zakładu karnego we Włocławku
- nagrany w marcu 2017 w zakładach karnych w Olsztynie, Barczewie i Warszawie „Niebieski Film”[59].

W lutym 2017 drugi singiel z płyty „Karma” – utwór „Echo” dotarł do 30 miejsca listy przebojów radiowej Trójki.
11 maja 2017 zorganizowała i wykonała pierwszy w Europie koncert w zamkniętym zakładzie karnym, na którym spotkali się sprawcy i ofiary przemocy. Wydarzenie miało miejsce w kościele pw. Dobrego Łotra, na terenie zakładu karnego w Barczewie. Patronat nad wydarzeniem objęły Fundacja Krystyny Jandy na Rzecz Kultury oraz Niebieska Linia IPZ.
W koncercie uczestniczyli lokalni politycy, władze samorządowe, działacze społeczni, skazani za przemoc domową mężczyźni i ofiary przemocy. Tu też miała miejsce prapremiera „Niebieskiego Filmu”.
Oficjalne premiery „Niebieskiego Koncertu” i „Niebieskiego Filmu” miały miejsce 22 maja 2017 w warszawskim Och Teatrze. Wydarzenie zgromadziło 500-osobową widownię, wśród niej – obok działaczy społecznych, słuchaczy – osadzone za przemoc domową więźniarki. Mecenasem wydarzenia była Firma Kosmetyczna Bell. Publiczność przywitała Krystyna Janda. W roli ekspertów w filmie wystąpili Renata Durda – kierowniczka Niebieskiej Linii oraz psychiatra, wykładowca Uniwersytetu Jagiellońskiego, profesor Bogdan de Barbaro.
„Niebieski Film” miał swoją premierę 5 czerwca 2018 w TVP2 w cyklu „Polska Bez Fikcji”. Obecnie, wykorzystywany jest m.in. jako wsparcie w terapii dla ofiar przemocy.
Od marca 2017 boryka się z działalnością grupy stalkerów.

## Dyskografia

### Albumy autorskie
- 2022 Niebieska Płyta (Joanna Kondrat)
- 2016 Karma (Polskie Radio)
- 2011 Samosie (Moderna)[71]

### Kompilacje
- 2022 Smooth Jazz Cafe 21[72] (Universal Music/Magnetic Records)
- 2018 Między Ciszą A Ciszą 3[73] (Universal Music/Magnetic Records)
- 2017 Marek Niedźwiecki zaprasza do Smooth Jazz Cafe XVI[74] (Magnetic Records)
- 2015 Marek Niedźwiecki zaprasza do Smooth Jazz Cafe XIV (Magnetic Records)
- 2014 Adama Dobrzyńskiego Muzyka czterech Stron Świata (MTJ)
- 2012 Piosenki Nie Tylko Deszczowe (Magnetic Records)
- 2011 Moja Kraina Łagodności[75][76]
- 2009 W stronę Krainy Łagodności vol. 1[77]
- 2007 Zabieszczaduj z aniołami[75]
- 2003 Mandarynka[75]

### Inne
- 2018 – Semi Electric – Krzysztof Napiórkowski
- 2014 XXX – Olaf Deriglasoff (wykonanie partii wokalnej w utworze „Mars napada”)
- 2010 Śrubki – Śrubki (tekst piosenki Tylko bądź śpiewanej przez Kubę Badacha)[75]
- 2010 Inna twarz – Lidia Stanisławska (wykonanie chórków)[75]
- 2009 Zaprzyjaźniłem się z Aniołem, Piosenka dla L. – Jerzy Filar (aranżacja i wykonanie chórków)[75]
- 2008 Introspekcja – Krzysztof Napiórkowski (aranżacja i wykonanie chórków)[75]
- 2007 Klimakterium – spektakl Teatru Rampa (współaranżacja i wykonanie partii wokalnych i chórków)[75]
- 2004 Beaujolais nouveau – J. Cygan, J. Filar (wykonanie partii wokalnych i chórków)[75]

## Teledyski
- 2016 Echo[78]
- 2016 Karma[79]
- 2014 Wiosna
- 2011 Sny[80]
- 2011 Kawa